# 서울 진관사 칠성도
진관사 칠성각 칠성도(津寬寺 七星閣 七星圖)는 서울특별시 은평구 진관외동에 위치한 진관사의 칠성각에 봉안된 후불탱화이다. 2002년 7월 15일 서울특별시의 유형문화재 제147호로 지정되었다.

## 개요
진관사는 고려 현종이, 왕위에 오르기 전 자신의 목숨을 구해준 진관조사의 은혜에 보답하기 위해 지은 절로서 조선시대에는 수륙재의 근본 도량이었다. 현재 대웅전과 명부전을 비롯해 홍제루, 동정각, 나한전, 독 성각, 칠성각, 나가원, 객실 등의 건물이 있다.
이 불화는 1910년에 춘담 범천이 제작한 것으로 가로 약 1.5m, 세로 약 91cm 크기이며 치성광여래를 중심으로 칠성과 성군 등이 묘사되었다. 중앙의 청색 연꽃 위에 결가부좌한 치성광여래는 붉은 법의를 걸치고 오른손은 가슴 부위에 왼손은 무릎 위에 대고 앉아 있으며 유난히 뾰족한 육계 위에는 원형의 정상계주가 표현되었다.

## 지정 사유
이 불화는 현재 진관사 칠성각의 後佛幀으로 봉안된 불화로서 1910년에 제작된 것이다. 가로가 긴 화면에는 치성광여래(熾星光如來)를 중심으로 七星과 星君 등이 묘사되었다. 중앙의 靑蓮花 위에 結跏趺坐한 熾星光如來는 붉은 法衣를 걸치고 오른손은 가슴 부위에, 왼손은 무릎 위에 대고 앉아 있는데 유난히 뾰족한 肉髻 위에는 圓形의 頂上髻珠가 표현되었다.
熾星光如來의 좌우에는 향우측에 넷, 향좌측에 셋 등 모두 7구의 七星如來가 熾星光如來를 향하여 합장을 하고 서 있는데 7軀 모두 붉은 法衣를 입고 있으며 熾星光如來와 같이 뾰족한 肉髻가 돋보인다. 熾星光如來의 아래쪽에는 脇侍인 日光菩薩과 月光菩薩이 각각 금빛으로 칠해진 如意를 들고 있는데 일광보살은 붉은 해, 월광보살은 흰달이 그려진 寶冠을 쓰고 本尊을 侍立하고 있다. 그리고 그 옆으로는 도교식으로 표현된 七元星君이 笏을 들고 서 있다.
이 불화는 두터운 設彩法, 붉은 적색의 主調色에 감색과 녹색이 약간섞인 채색, 주위의 星衆 얼굴에 발라진 두터운 胡粉 등의 표현 등에서 20세기 초반의 불화양식을 잘 보여주는 작품으로 정확한 조성연대와 畵僧 등이 밝혀져 있을 뿐 아니라 서울 인근 지역에는 드문 七星圖의 作例로서 주목된다.

## 참고 자료
- 서울 진관사 칠성도 - 국가유산청 국가유산포털
- 본 문서에는 서울특별시에서 지식공유 프로젝트를 통해 퍼블릭 도메인으로 공개한 저작물을 기초로 작성된 내용이 포함되어 있습니다.